# 塩井賢一
塩井 賢一（しおい けんいち、1961年8月23日 - ）は、日本の経営者。プレナス社長を務めた。

## 来歴・人物
長崎県出身。1985年に専修大学商学部を卒業し、同年にほっかほっか亭に入社。1987年にタイヨー(のちのプレナス)取締役、1997年4月に常務を経て、1998年5月には社長に就任。2003年5月には顧問に就任。